# Гольдшмидт, Адольф
Адольф Гольдшмидт (нем. Adolph Goldschmidt; 15 января 1863, Гамбург — 5 января 1944, Базель, Швейцария) — немецкий историк искусства.

## Биография
Адольф Гольдшмидт родился 15 января 1863 года в Гамбурге, в семье еврейских банкиров. После обучения банковскому делу, с 1885 года он посвятил себя изучению истории искусства в университетах Йены, Киля, в Лейпциге у Антона Шпрингера. В 1889 году получил докторскую степень, защитив диссертацию «Любекская живопись и скульптура до 1530 года» (Lübecker Malerei und Plastik bis 1530). Это был первый подробный анализ средневекового искусства северо-востока Германии.
После путешествия по Германии, Дании, Швеции, Нидерландам, Англии, Франции и Италии Гольдшмидт представил в 1893 году свою работу «Сент-Олбанская псалтирь в Хильдесхайме и её связь с символической церковной скульптурой XII века» (Der Albanipsalter in Hildesheim und seine Beziehung zur symbolischen Kirchenskulptur des 12. Jahrhunderts), стал приват-доцентом в Берлинском университете им. Фридриха Вильгельма. С 1903 года — адъюнкт-профессор истории искусств в Берлине, с 1904 года — профессор университета в Галле. В 1912 году Адольф Гольдшмидт переехал в Берлин, чтобы сменить на кафедре истории искусств уезжавшего в Мюнхен Генриха Вёльфлина. Гольдшмидт и Вёльфлин придерживались разных научных методов, но поддерживали профессиональные и дружеские отношения.
В 1927 и 1930 годах Гольдшмидт был одним из первых немецких учёных в качестве приглашённого профессора Гарвардского университета; в 1931 году он был удостоен звания почётного доктора Принстонского университета, а в 1936 году — Гарварда. В то время ему предложили стать директором вновь основанного Византийского исследовательского центра в Дамбартон-Оукс (англ. Dumbarton Oaks; Вашингтон, Округ Колумбия), но Гольдшмидт вернулся в Берлин, так как, несмотря на приход к власти нацистов в Германии, чувствовал себя защищённым своим положением лектора с международной репутацией. Он не эмигрировал из Германии до 1939 года. При поддержке Роберта фон Хирша он переехал в Базель, где и умер в 1944 году в возрасте 80 лет.
Адольф Гольдшмидт был членом Прусской академии наук в Берлине (Preußische Akademie der Wissenschaften) с 1914 года до его исключения нацистами в 1938 году. Он был соредактором «Ежегодника собраний прусского искусства» (Mitherausgeber des Jahrbuchs der preußischen Kunstsammlungen), председателем Берлинского общества истории искусств (Berliner Kunstgeschichtlichen Gesellschaft) и главой отдела Немецкого общества истории искусств. В 1933 году, когда ему исполнилось 70 лет, он был награждён медалью И. В. Гёте за искусство и научные исследования и «Орлиным щитом Германского Рейха» (Adlerschild des Deutschen Reiches).
Адольф Гольдшмидт был общительным человеком, у него был широкий круг друзей, среди которых: художники Макс Либерман, Эдвард Мунк, Зигмунд фон Зальвюрк, историки и теоретики искусства Аби Варбург, Эрвин Панофский, Курт Вайцман, Ганс Янцен, Фридрих Майнеке.
Учениками Гольдшмидта были Курт Вайцман и Клара Штайнвег.

## Научные заслуги
Главным предметом исторических исследований Адольфа Гольдшмидта было искусство Средневековья, а также изучение нижненемецкой и голландской живописи от позднего Средневековья до периода барокко, книжных миниатюр, византийской и саксонской скульптуры и резьбы по слоновой кости, нормандской архитектуры Сицилии. Гольдшмидт много путешествовал и поэтому сосредоточил своё внимание на натурном материале и иконографическом контексте. Историю искусства он считал точной наукой.
В работе «Исследования истории саксонской скульптуры в переходный период от романского к готическому стилю» (Studien zur Geschichte der Sächsischen Skulptur in der Uebergangszeit vom Romanischen zum Gotischen Stil, 1902) Гольдшмит, основываясь на документах, проследил постепенную стилевую эволюцию немецкой скульптуры.
Его исследование «Ворота Святого Амвросия в Милане» (Die Kirchenthür des Heil. Ambrosius in Mailand, 1902) посвящено историко-культурному и иконографическому анализу ворот базилики Сант-Амброджо в Милане как памятник раннехристианского искусства. Гольдшмидт является автором важных статей о северогерманской живописи, саксонской скульптуре и раннесредневековых миниатюрных рукописях в Прусском ежегоднике истории искусств (Repertorium für Kunstwissenschaft, Zeitschrift für Christliche Kunst и Jahrbuch der Kgl. Preussischen Kunstsammlungen).
Совместно с Куртом Вайцманом Гольдшмидт издал фундаментальный труд «Византийские скульптуры из слоновой кости X—XIII веков» (Die byzantinischen Elfenbeinskulpturen des X—XIII Jahrhunderts) в 2-х томах (1930—1934).